# Otiothops typicus

Otiothops typicus är en spindelart som först beskrevs av Cândido Firmino de Mello-Leitão 1927.  
Otiothops typicus ingår i släktet Otiothops och familjen Palpimanidae. Inga underarter finns listade i Catalogue of Life.